# Agatino Licandro
Agatino Licandro (Reggio Calabria, 28 novembre 1954) è un ex politico italiano, sindaco di Reggio Calabria dal 3 marzo 1990 al 4 luglio 1992.

## Biografia
Figlio dell'ex sindaco democristiano Fortunato Licandro, seguì le orme del padre aderendo anch'egli alla Democrazia Cristiana.
Agatino Licandro iniziò giovanissimo il suo impegno politico, prima studentesco, poi universitario e poi nel Movimento Giovanile della Democrazia Cristiana di cui fu a lungo delegato provinciale.
Laureato in Scienze Politiche, impiegato in banca, a 26 anni fu eletto consigliere comunale di Reggio Calabria e venne riconfermato nelle due elezioni successive. Ricoprì l'incarico di capogruppo consiliare, e dal 1985 al 1989 di Assessore ai Lavori Pubblici, alle Finanze, bilancio e programmazione, all'Urbanistica.
Nelle elezioni del 1989 risultò primo degli eletti in assoluto con 5 628 preferenze e dopo un breve incarico all'onorevole Pietro Battaglia, fu eletto sindaco della città a 35 anni.
Dimessosi nel marzo del 1992, nel luglio dello stesso anno venne coinvolto insieme alla sua giunta in una vicenda giudiziaria relativa ad un presunto abuso amministrativo riguardante l'arredo urbano: il processo che ne scaturì si risolse con una generale assoluzione.
Licandro decise di rendere delle dichiarazioni che consentirono ai magistrati inquirenti di far luce su questioni importanti della vita politica e cittadina e che determinarono un generale rinnovamento del costume politico ed amministrativo.
A seguito di tale atteggiamento, Licandro dovette abbandonare per sempre con la sua famiglia la città.
Raccontò la sua esperienza nel libro, scritto insieme ad Aldo Varano, la Città dolente, da cui fu liberamente tratto il film diretto da Alessandro Di Robilant dal titolo I fetentoni.